# Comité d'État pour la Sécurité Nationale
 (mai 2021).
La mise en forme du texte ne suit pas les recommandations de Wikipédia : il faut le « wikifier ».
Les points d'amélioration suivants sont les cas les plus fréquents. Le détail des points à revoir est peut-être précisé sur la page de discussion.
- Les titres sont pré-formatés par le logiciel. Ils ne sont ni en capitales, ni en gras.
- Le texte ne doit pas être écrit en capitales (les noms de famille non plus), ni en gras, ni en italique, ni en « petit »…
- Le gras n'est utilisé que pour surligner le titre de l'article dans l'introduction, une seule fois.
- L'italique est rarement utilisé : mots en langue étrangère, titres d'œuvres, noms de bateaux, etc.
- Les citations ne sont pas en italique mais en corps de texte normal. Elles sont entourées par des guillemets français : « et ».
- Les listes à puces sont à éviter, des paragraphes rédigés étant largement préférés. Les tableaux sont à réserver à la présentation de données structurées (résultats, etc.).
- Les appels de note de bas de page (petits chiffres en exposant, introduits par l'outil «  Source ») sont à placer entre la fin de phrase et le point final[comme ça].
- Les liens internes (vers d'autres articles de Wikipédia) sont à choisir avec parcimonie. Créez des liens vers des articles approfondissant le sujet. Les termes génériques sans rapport avec le sujet sont à éviter, ainsi que les répétitions de liens vers un même terme.
- Les liens externes sont à placer uniquement dans une section « Liens externes », à la fin de l'article. Ces liens sont à choisir avec parcimonie suivant les règles définies. Si un lien sert de source à l'article, son insertion dans le texte est à faire par les notes de bas de page.
- La présentation des références doit suivre les conventions bibliographiques. Il est recommandé d'utiliser les modèles {{Ouvrage}}, {{Chapitre}}, {{Article}}, {{Lien web}} et/ou {{Bibliographie}}. Le mode d'édition visuel peut mettre en forme automatiquement les références.
- Insérer une infobox (cadre d'informations à droite) n'est pas obligatoire pour parachever la mise en page.

Pour une aide détaillée, merci de consulter Aide:Wikification.
Si vous pensez que ces points ont été résolus, vous pouvez retirer ce bandeau et améliorer la mise en forme d'un autre article.
 (mai 2021).
Le Comité d'État pour la Sécurité Nationale ( kirghize : Улуттук коопсуздук боюнча мамлекеттик комитети, УKMK, russe : Государственный комитет национальной безопасности, ГКНБ ) est l'agence nationale chargée du renseignement sur la lutte contre le terrorisme et la criminalité organisée au Kirghizistan. Dans l’accomplissement de cette tâche, il met en œuvre des mesures à la fois préventives et d’enquête contre le terrorisme et la criminalité organisés. Le président de l'UKMK est un officier militaire et membre du Conseil de sécurité du Kirghizistan. Il est actuellement basé au 70 Erkindik Street, Bichkek .

## Fonctions
Les activités de l'UKMK comprennent :
- Mener le contre-espionnage
- Collecte de renseignements (généralement contre les groupes terroristes et les trafiquants de drogue)
- Sécurisation des informations
- Contrôler les activités des organisations nuisibles
- Découvrir l'espionnage et les activités de corruption
- Extraire et fournir des informations secrètes relatives aux groupes criminels et terroristes organisés
- Effectuer la protection de la frontière d'État
- Assurer la protection des intérêts économiques et juridiques au Kirghizistan
- Systèmes de communication cryptés pour les institutions gouvernementales

## Histoire
L'histoire des services de renseignement kirghizes modernes remonte à décembre 1917, lorsque la Commission panrusse des urgences (VChK) a été formée. Un an plus tard, la commission d'enquête du district de Pishpek a été créée. Après la délimitation nationale au début des années 1920, la Direction politique régionale de l'État de l'oblast autonome de Kara-Kirghiz a été créée. Plus tard, le Comité pour la sécurité de l'État de la RSS kirghize a été formé, qui a servi de filiale républicaine à l'agence nationale du KGB. Le 20 novembre 1991, le président Askar Akayev a signé un décret présidentiel portant création de l'UKMK. Depuis 2007, le Comité d'État pour la sécurité nationale fonctionne sous sa forme actuelle,,.
En août 2002, le Service national des gardes-frontières  a été créé dans le cadre de l'UKMK, après avoir fusionné avec la Direction principale des gardes-frontières du ministère de la Défense et la Direction principale du contrôle aux frontières de l'UKMK ce jour-là. Cela a été fait pour avoir un système de renseignement plus centralisé au Kirghizistan. Dans les années qui ont suivi, l'UKMK eu peu d'influence sur le service de garde-frontières jusqu'à ce qu'il soit finalement démis du Comité de sécurité nationale le 4 septembre 2012, il a été et a été rétabli en tant que département indépendant du gouvernement.

## Forces spéciales
L'UKMK contrôle l'unité antiterroriste Alpha, qui, comme tous les anciens pays soviétiques, se réfère à une unité de forces spéciales  secrète. L'unité aide à exécuter les tâches énumérées ci-dessus. En août 2010, des combattants de l'unité se sont mis en grève pour protester contre l'arrestation de leur ancien chef Almaz Dzholdoshaliyev. Ils ont fait appel au président Roza Otunbayeva en lui demandant de modifier la mesure de contention pour les officiers détenus de l'UKMK. En réponse, le bureau du procureur général a ouvert des poursuites pénales contre neuf employés de l'unité, les accusant d'avoir tiré sur des manifestants pendant la révolution kirghize de 2010 .

## Critiques

### Répression politique
À la suite du succès de son parti aux élections législatives kirghizes de 2010, le 23 octobre, le domicile de Kamchybek Tashiev a été cambriolé. Il déclara plus tard à Al Jazeera qu '"ils sont entrés par effraction comme des bandits" et "ont essayé de m'éliminer", ajoutant que "bien sûr, le GSNB [les services de sécurité] était derrière ces actions". Tashiev devint plus tard président de l'UKMK.

## Président
- Idris Kadyrkulov (20 avril 2018 - 15 mai 2019) [9],[10]
- Orozbek Opumbayev (juin 2019 - 9 octobre 2020) [11],[12]
- Kamchybek Tashiev (depuis le 16 octobre 2020)

## Récompenses
Depuis sa création, l'UKMK a arboré de nombreuses récompenses commémoratives telles que les suivantes :
- Cuirasse "70 ans de la direction en chef du Comité de sécurité nationale de la République kirghize dans la ville de Bichkek"
- Plastron "Mildet"
- Médaille "100 ans de services de sécurité kirghizes"